# Psychomyia botosaneanui
Psychomyia botosaneanui är en nattsländeart som beskrevs av Schmid 1997. Psychomyia botosaneanui ingår i släktet Psychomyia och familjen tunnelnattsländor. Inga underarter finns listade i Catalogue of Life.